# Radical 198
El radical 197, representado por el carácter "鹿" y que significa "ciervo" es 1 de los 6 radicales Kangxi (214 radicales en total) que están compuestos de 11 trazos.
En el diccionario de Kangxi hay 104 caracteres (de entre 49.030) que se pueden encontrar bajo este radical.

## Galería
| Estilos antiguos                                 | Estilos antiguos                  | Estilos antiguos                        | Estilos antiguos                   | Estilos antiguos                   | Estilos empleados actualmente       | Estilos empleados actualmente  | Estilos empleados actualmente    | Estilos empleados actualmente   | Estilos empleados actualmente  |
|                                                  |                                   |                                         |                                    |                                    |                                     | 鹿                             | 鹿                               |                                 |                                |
| 甲骨文 jiǎgǔwén (escritura de huesos oraculares) | 金文 jīnwén (escritura de bronce) | 简帛 jiǎnbó (escritura de bambú y seda) | 篆文 zhuànwén (escritura de sello) | 篆文 zhuànwén (escritura de sello) | 隸書 lìshū (estilo de los escribas) | 楷書 kǎishū (estilo regular)   | 楷書 kǎishū (estilo regular)     | 行書 xǐngshū (estilo corriente) | 草書 cǎoshū (estilo de hierba) |
| 甲骨文 jiǎgǔwén (escritura de huesos oraculares) | 金文 jīnwén (escritura de bronce) | 简帛 jiǎnbó (escritura de bambú y seda) | 大篆 dàzhuàn (sello grande)        | 小篆 xiǎozhuàn (sello pequeño)     | 隸書 lìshū (estilo de los escribas) | 繁體／繁体 fántǐ (tradicional) | 简体／簡體 jiǎntǐ (simplificado) | 行書 xǐngshū (estilo corriente) | 草書 cǎoshū (estilo de hierba) |

## Caracteres con el radical 198

Carácter en escritura de sello.

| Trazos | carácter             |
| ------ | -------------------- |
| + 0    | 鹿                   |
| + 2    | 麀 麁 麂             |
| + 4    | 麃 麄                |
| + 5    | 麅 麆 麇 麈          |
| + 6    | 麉 麊 麋             |
| + 7    | 麌 麍 麎 麏 麐       |
| + 8    | 麑 麒 麓 麔 麕 麖 麗 |
| + 9    | 麘 麙 麚 麛          |
| + 10   | 麜 麝                |
| + 11   | 麞                   |
| + 12   | 麟                   |
| + 13   | 麠                   |
| + 14   | 麡                   |
| + 17   | 麢                   |
| + 20   | 麣                   |
| + 22   | 麤                   |